# St. Elisabeth (Freiburg im Breisgau)

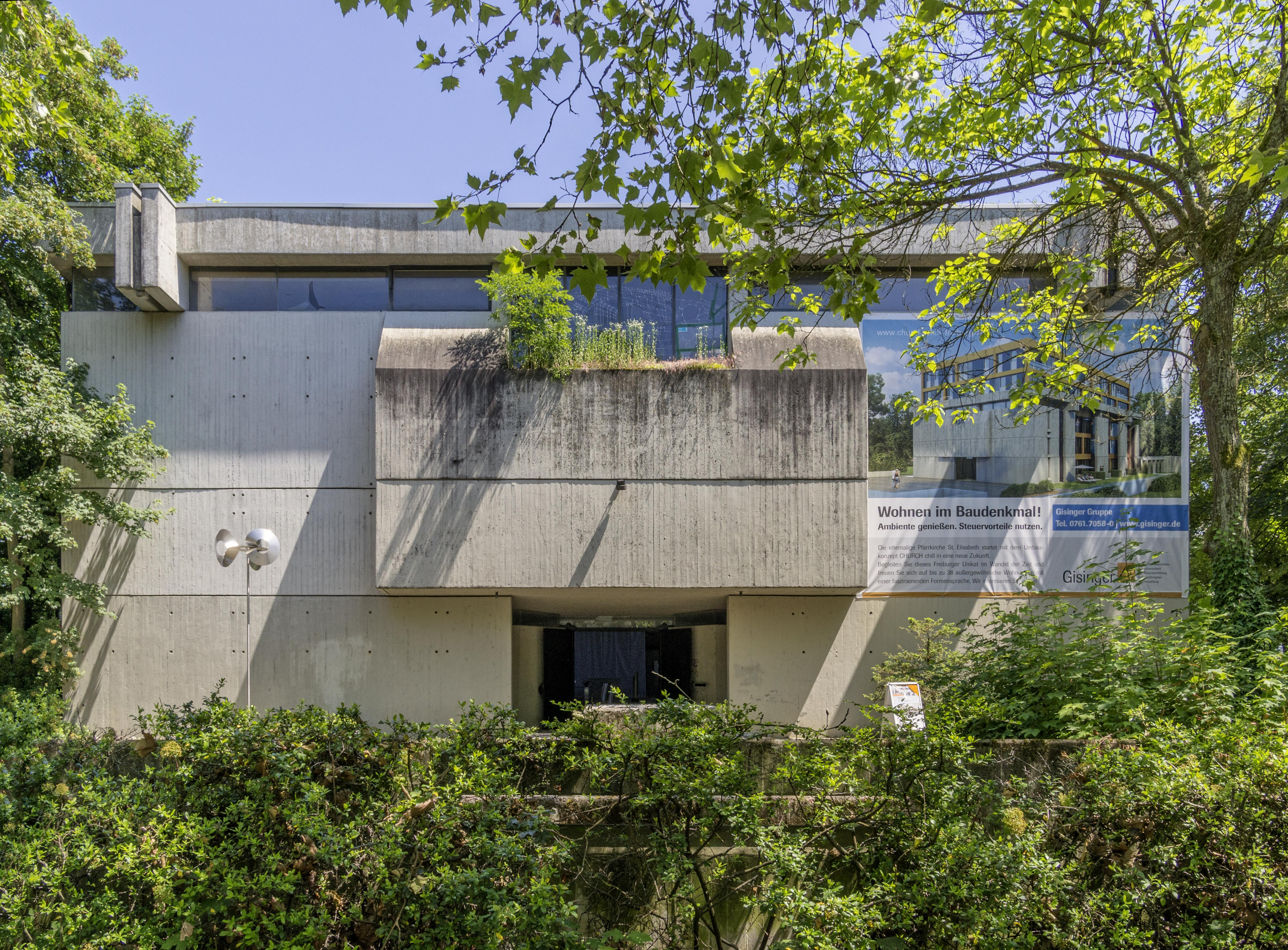
Der ehemalige Haupteingang

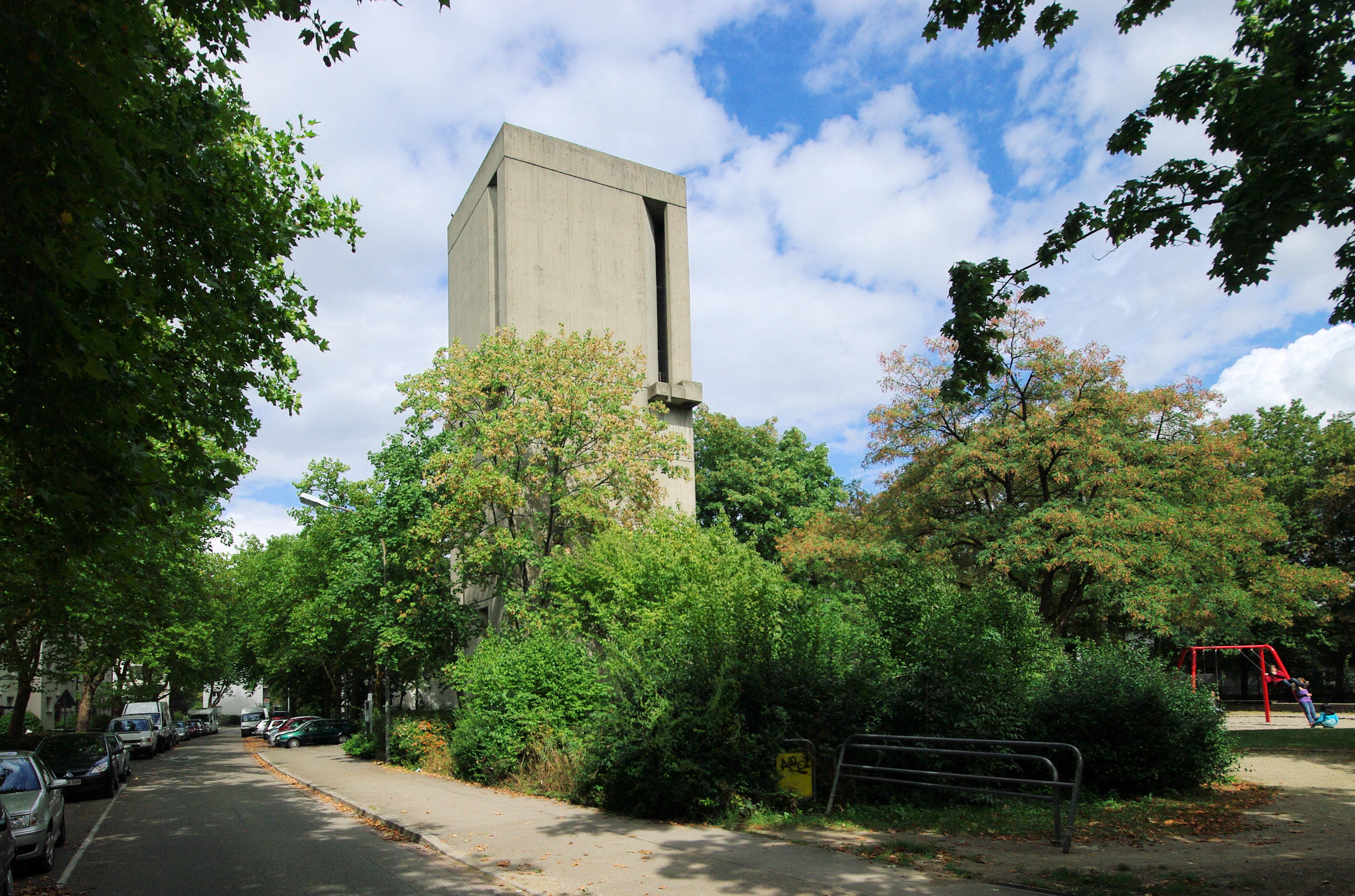
Der Turm

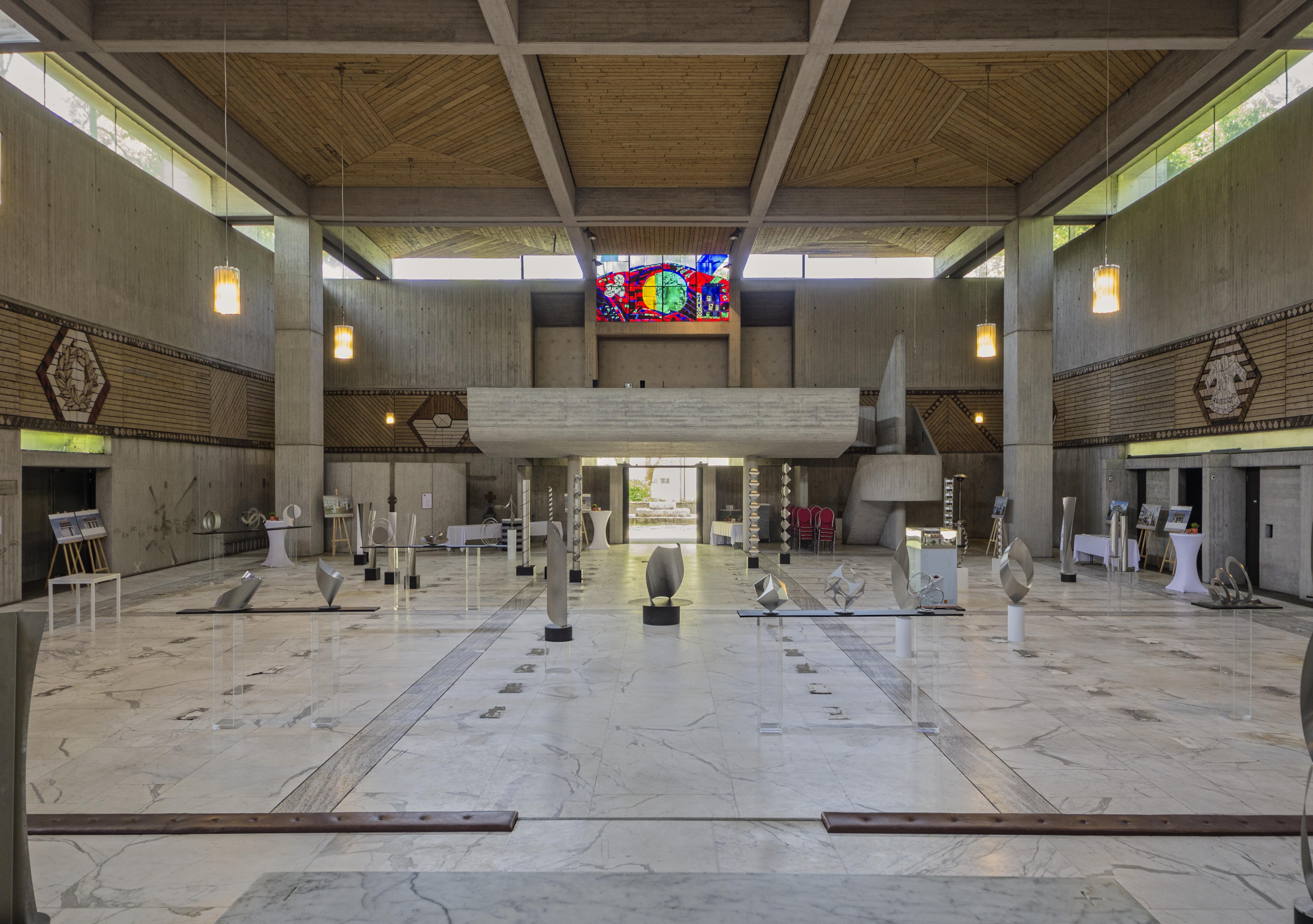
Der frühere Innenraum

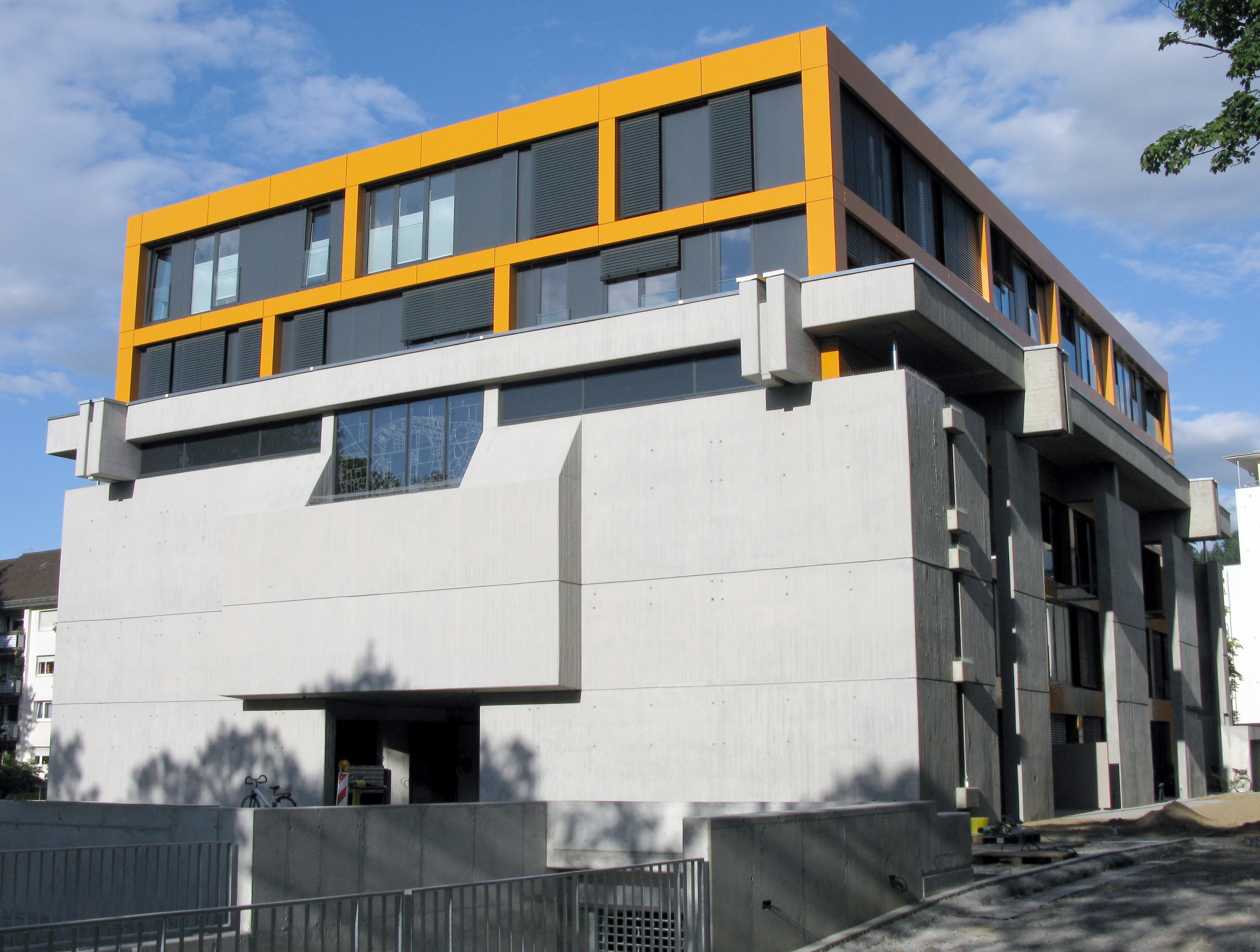
Das heutige Wohnhaus

St. Elisabeth war die katholische Kirche im Stadtteil Brühl in Freiburg.

## Geschichte
Nachdem sich die Kirchengemeinde St. Elisabeth 1997 mit der Gemeinde St. Konrad vereinigt hatte und nun das Gotteshaus St. Konrad nutzt, wurde die Kirche am 1. Oktober 2006 profaniert und stand seit 2007 leer. Es wurden mehrere erfolglose Versuche unternommen, das Gebäude sinnvoll einer neuen Nutzung zuzuführen. So war das Kirchengebäude als Ensemblehaus Freiburg für das Freiburger Barockorchester und das ensemble recherche vorgesehen, was sich aber aus Kostengründen zerschlagen hatte.
Eine andere Nutzung des Kulturdenkmals war lange offen. Dann entschied sich eine Immobilienfirma zum Umbau zu Eigentumswohnungen. Die architektonische Konstruktion des vom Architekten Disse gestalteten Kirchenbaus blieb dabei erhalten. Das Portal mit dem Buntglasfenster blieb erhalten und auch in anderen Punkten nahm das Ordinariat Einfluss, so ließ es ins Grundbuch ein Verbot für Spielhallen und Terminwohnungen eintragen.
Es blieben die denkmalgeschützten Außenmauern der Kirche weitgehend erhalten, so die Westfassade mit Eingangsportal komplett sowie die Ostfassade nahezu in ihrer Gesamtheit. Aus den Längsseiten im Norden und Süden wurden größere Elemente aus der Betonhülle gebrochen. Das Gebäude wurde um zwei Etagen erhöht. Das Umbauprojekt hatte inzwischen den Namen Church-Chill erhalten. Ab Januar 2013 wurden die geplanten Wohnungen verkauft, im Sommer 2015 zogen die ersten Bewohner ein. In manchen Wohnungen finden sich noch Elemente der früheren Kirche.
2014 wurde auch der 22 m hohe Glockenturm von einer Designerin aus Oberbergen gekauft und von dieser in Zusammenarbeit mit den Denkmalschutzbehörde umgebaut.

## Architektur
Entworfen wurde die Kirche 1965 vom Architekten Rainer Disse aus Karlsruhe. Das Gebäude selber war als Quader mit Flachdach ausgelegt und hat einen freistehenden Turm. Das zum Komplex gehörende Pfarrhaus stand auf dem Kirchengelände im rückwärtigen Bereich. Das wuchtige Gebäude ist aus Sichtbeton. Der Haupteingang mit den großen gusseisernen Portalen befindet sich an der Westseite. Die Portale stammen von Franz Gutmann. Im Innenraum wurde die Kassettendecke von vier Betonsäulen getragen, das Oberlichtband rund um die Kirche erhellte den Innenraum. Dieser war sehr symmetrisch ausgelegt, der Chor war nur schwach durch Stufen abgetrennt.
Der Hauptaltar, ein monolithischer Steinblock, ist vom Künstler Rainer Disse, und konnte aus dem gesamten Innenraum frei eingesehen werden. Die Sakramentskapelle wurde von Glasfenstern beleuchtet, die vom Künstler Emil Wachter – von dem auch das Tauffenster und das Westfenster sind – stammen. In ihr war der Tabernakel von Peter Gautel und das ewige Licht untergebracht. Der Kreuzweg und die Leuchter wurden ebenfalls von Franz Gutmann gestaltet.
Auffallend sind noch die erhaltenen früheren Beichtstühle, die nicht in den Kirchenraum ragten, sondern bündig mit der Innenwand sind und somit die nördliche Außenfassade gliedernd aus der Außenmauer herausstehen.

## Orgel
Die Orgel verfügte über 20 Register mit insgesamt 1404 Pfeifen, verteilt auf 2 Manuale und Pedal. Sie wurde 1976 von der Orgelbauwerkstatt Mönch Orgelbau (Überlingen) auf der Empore über dem Eingang errichtet. Im Jahr 2008 wurde sie in die katholische Pfarrkirche St. Michael nach Sprendlingen versetzt.
| I Hauptwerk C–g3 |             |       |
| 1.               | Principal   | 8′    |
| 2.               | Rohrflöte   | 8′    |
| 3.               | Octave      | 4′    |
| 4.               | Waldflöte   | 2′    |
| 5.               | Sesquialter | 2 ⁄3′ |
| 6.               | Mixtur IV   | 1 ⁄3′ |
| 7.               | Trompete    | 8′    |
|                  | Tremulant   |       |

| II Schwellwerk C–g3 |             |       |
| 8.                  | Holzgedackt | 8′    |
| 9.                  | Harfpfeife  | 8′    |
| 10.                 | Principal   | 4′    |
| 11.                 | Koppelflöte | 4′    |
| 12.                 | Superoktave | 2′    |
| 13.                 | Larigot     | 1 ⁄3′ |
| 14.                 | Scharff III | 2⁄3′  |
| 15.                 | Dulzian     | 8′    |
|                     | Tremulant   |       |

| Pedalwerk C–f1 |              |     |
| 16.            | Subbass      | 16′ |
| 17.            | Praestant    | 8′  |
| 18.            | Gedackt      | 4′  |
| 19.            | Choralmixtur | 4′  |
| 20.            | Fagott       | 16′ |

## Glocke
Da die Kirche profaniert und zu einem Wohngebäude umgebaut wurde, gab es für die Glocke seit 2006 keine Verwendung mehr. Am 5. August 2014 wurde die 600 kg schwere Ceciliaglocke mit einem Kran entnommen, da sie nicht durch den Turm nach unten gebracht werden konnte. Sie wird in Zukunft in Tansania schlagen, wo sie eine alte Autofelge ersetzt. Vor dem Transport dorthin wurde sie noch bis Weihnachten 2014 in der Mannheimer Jesuitenkirche ausgestellt, um Spenden für den achtwöchigen Transport zu sammeln. Diese Aktion wurde von Lothar Kuhnimhof, dem Vorsitzenden des Dekanatsrats in Neustadt initiiert.